# 金属アレルギー
金属アレルギー（きんぞくアレルギー）は、金属が原因で起こるアレルギーである。主にIV型アレルギーである。

## メカニズム
アレルギーはタンパク質に対し起こるものなので、金属が直接にアレルギーを起こすわけではない。つまり、金属はアレルゲンではない。金属から溶出した金属イオンが、人体が本来持つタンパク質と結合し、アレルゲンとなるタンパク質に変質させる。

## 症状
金属との接触部に起こる接触皮膚炎（部位によっては粘膜炎）が代表的である。金属イオンが血流によって全身に運ばれると全身性皮膚炎を起こすこともある。

## 金属の種類
金属アレルギーを起こしやすい金属としてはニッケル、コバルト、クロムがある。一方で金・銀はアレルギーを起こしにくい。近年インプラントで多用されるチタンや、宝飾品に用いられるタンタルやジルコニウムもアレルギーを起こしにくい。それは化学的に安定な不動態を形成し、金属イオンが溶出しないからである。
アレルギーを起こしやすい金属は、合金になっていたりメッキされたりメッキに用いられたりしていることもあるので注意が必要である。また、チョコレート（ニッケルを含む）等の様に、食べ物に含まれている場合もある。

## 原因物質
- ピアス - 皮下組織と直接接触するため金属アレルギーを起こしやすい。
- 装身具、腕時計、眼鏡など - 表皮のみに接する器具は金属アレルギーを起こしにくいが、逆に金属アレルギーに対する配慮が少なく、器具の使用者も多いため発症者多数。このため、近年では眼鏡、腕時計にチタンが多く使われるようになっている。

### 歯科用金属
歯科用金属による金属アレルギーの報告が近年増加してきている。原因はアレルゲンとなりえる金属元素がイオン化して溶出し、アレルギー症状を引き起こすからである。この場合、掌蹠膿疱症や扁平苔癬、ついで接触性皮膚炎が多い。症状や検査結果により、歯科用金属が原因であると判断された場合、外用薬や内服薬の使用では治癒しないため、金属抗原除去などの治療が行われることもある。歯列矯正の場合、金属元素を有さないワイヤーやブラケットを使用することでアレルギー症状を回避する。

## 検査
パッチテストが有名。皮膚に金属をしばらく密着させてアレルギーが生じるか、調べる検査である。ただし、パッチテストでは判明しない（陰性と出る）ことも多いので、あまり当てにはならない。
これは上記のメカニズムの項で述べたように、金属そのものがアレルギーを起こすのではなく、金属とタンパク質との化合物が原因物質であるため、パッチテストでは判明しにくいからである。

## 治療
医学的療法としては、皮膚・粘膜の炎症に対してはステロイド外用剤を外用する。その他、痒みが強い場合には抗アレルギー剤を使用する。
歯科金属アレルギーの場合には、原因となる口腔内の金属を除去し、別種の金属や陶材などにすることによって症状が軽快することがある。 